# Belknap Township (Iowa)
Pour les articles homonymes, voir Belknap Township.
Belknap Township est un township du comté de Pottawattamie en Iowa, aux États-Unis,.
Il est nommé en mémoire de William W. Belknap, général de l'Armée de terre des États-Unis.

## Source de la traduction
- (en) Cet article est partiellement ou en totalité issu de l’article de Wikipédia en anglais intitulé « Belknap Township, Pottawattamie County, Iowa » (voir la liste des auteurs).